# イリナ・フェティソワ
- イリーナ・フェチーソワ

イリナ・フェティソワ（Irina Fetisova、1994年9月7日 - ）は、ロシアの女子バレーボール選手。ポジションはミドルブロッカー。ロシア代表。

## 来歴
2009年、Leningradka-2に加入し、プロとしてのキャリアを始める。2011年よりジュニアの代表でプレーし、2014年にシニア代表に初選出される。同年のモントルーバレーマスターズでデビューすると、ワールドグランプリでは銅メダルを獲得した。同大会でベストブロッカー部門1位となり、ベストミドルブロッカー賞を受賞した。2014年の世界選手権、2015年のワールドカップではレギュラーとして活躍した。2016年、リオ五輪に出場した。

## 球歴
- オリンピック - 2016年、2021年
- 世界選手権 - 2014年、2018年
- ワールドカップ - 2015年
- グラチャン - 2017年
- ワールドグランプリ - 2014年、2015年、2016年

## 受賞歴
- 2013年 - 世界ジュニア選手権 ベストミドルブロッカー賞
- 2014年 - ワールドグランプリ　ベストミドルブロッカー賞

## 所属クラブ
- ザレチエ・オジンツォボ（2012-2015年）
- ディナモ・モスクワ（2015-）